# T بيت الإبرة

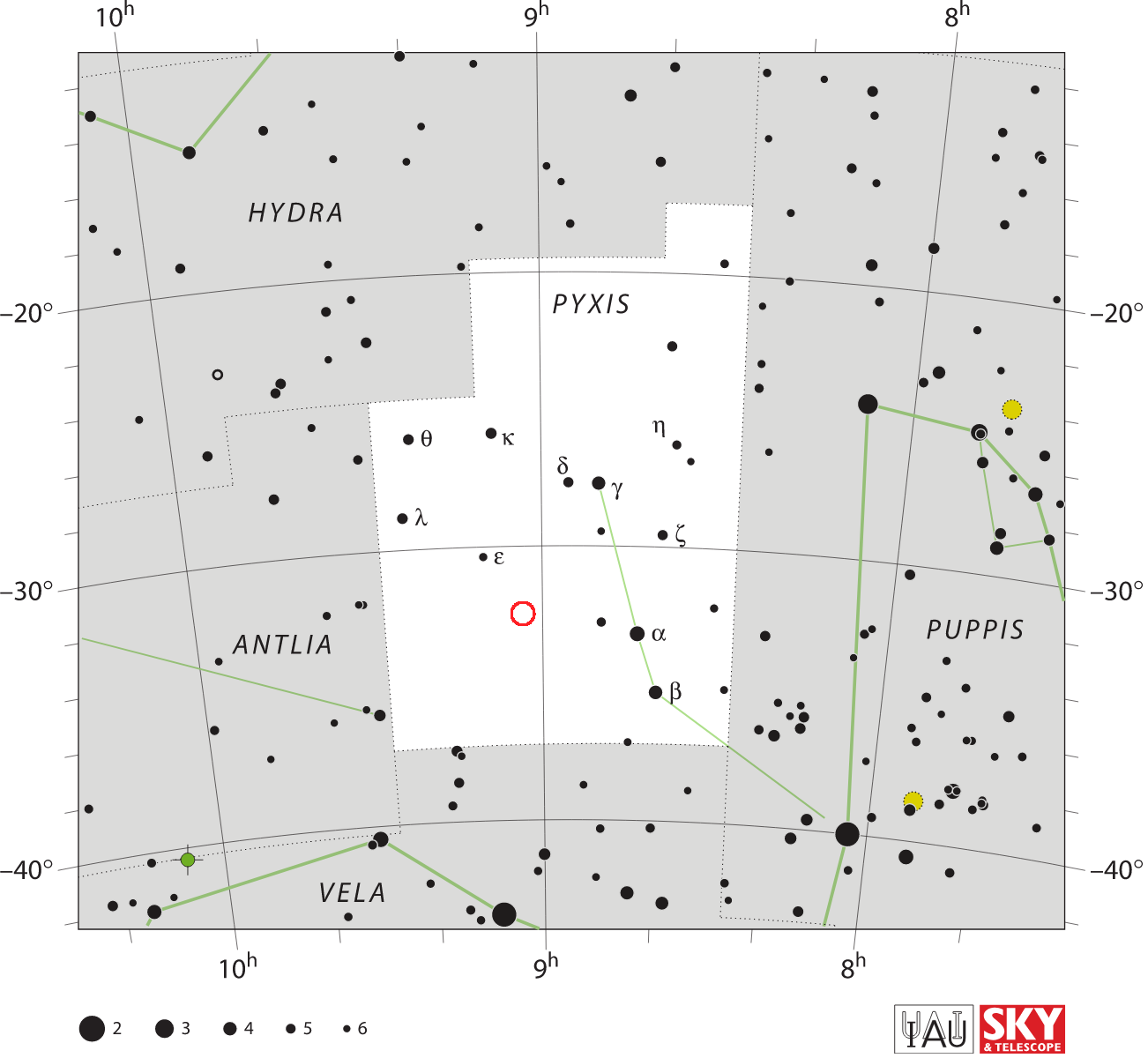
موقع المستعر T الإبرة (محوَّط بالدائرة الحمراء)

T بيت الإبرة (بالإنجليزية: T Pyxidis)‏ هو مستعر معاود ‏، وبقايا مستعر، في كوكبة بيت الإبرة. إنه نظام نجمي ثنائي، ويُقدر بعده عن الأرض بنحو 4783 فرسخ فلكي (15600 سنة ضوئية). يتضمن نجم شبيه بالشمس وقزم أبيض. بسبب قربهما من بعضهما، وكتلة القزم الأبيض الأكبر، يسحب الأخير (القزم الأبيض) المادة من النجم الأكبر والأقل كثافة. يتسبب تدفق المادة على سطح القزم الأبيض في حدوث انفجارات نووية حرارية دورية.
يبلغ القدر الظاهري الاعتيادي لهذا النظام النجمي 15.5، لكن رُصدت انفجارات ذات قدر ظاهري أعظمي بلغ نحو 7 في الأعوام 1890، و1902، و1920، و1944، و1966، و2011.  تشير الأدلة إلى أنّ كتلة T بيت الإبرة ربما ازدادت على الرغم من الانفجارات المستعرة، وهو قريب الآن من حد جندر شيكهر، وعندها سينفجر مشكلًا مستعرًا أعظمًا. عندما يصل قزم أبيض إلى هذا الحد فإنه ينهار تحت تأثير ثقله مشكلًا مستعرًا أعظمَ من النوع Ia.

## التأثير على الأرض
بسبب قربه النسبي، يؤكد البعض وخصوصًا عالم الفلك والفيزياء الفلكية إدوارد سايون وفريقه من جامعة فيلانوفا أنه من الممكن لمستعر أعظم من النوع 1 إيه أنّ يؤثر بشكل كبير على الأرض. سيعادل إشعاع غاما الواصل إلى الأرض إجمالي الإشعاع (يتضمن جميع الأطياف) الناتج عن 1000 انفجار شمسي تقريبًا. لكن يجب أن تكون المستعرات العظمى من نوع 1 إيه أقرب إلى الأرض من 1000 فرسخ فلكي (3300 سنة ضوئية) لإحداث ضرر كبير في طبقة الأوزون، وربما أقرب من 500 فرسخ فلكي. ستكون أشعة إكس التي ستصل الأرض في مثل هكذا حدث أقل من أشعة إكس الناتجة عن انفجار شمسي متوسط واحد. 
مع ذلك، تحدى أليكس فيليبينكو من جامعة كاليفورنيا (بيركلي) حسابات سايون، وقال أنه لربما أخطأ سايون في حساب الضرر الذي سينتج عن المستعر الأعظم T بيت الإبرة. لقد استخدم بيانات لانفجار أشعة غاما أكثر فتكًا (جي أر بي) يحدث على مسافة كيلو فرسخ فلكي (1000 فرسخ فلكي) من الأرض، وليس مستعرًا أعظمًا، ومن غير المتوقع أن ينتج عن T بيت الإبرة انفجار أشعة غاما. وحسب خبير آخر فإنّه «يجب أن يكون المستعر الأعظم أقرب إلى الأرض بعشر مرات ليُحدث الضرر الموصوف». نجت البشرية عندما وصل إشعاع المستعر الأعظم لسديم السرطان الموجود على مسافة تقدر بنحو 6500 سنة ضوئية إلى الأرض في عام 1054. سيكون القدر الظاهري لمستعر أعظم من النوع 1 إيه على بعد 3300 سنة ضوئية من الأرض نحو -9.3، ويساوي بريقه التوهج الأكبر لقمر صناعي من شركة إيريديوم. 
تشير البيانات الحديثة أنّه على مسافة تقديرية أقرب بخمس مرات. استخدم الفلكيون تلسكوب هابل الفضائي التابع لناسا لرصد الضوء المنبعث خلال انفجاره الأخير في أبريل عام 2011. استخدم الفريق أيضًا صدى الضوء لتحسين تقديرات مسافة المستعر الأعظم عن الأرض. إن المسافة الجديدة بينه وبين الأرض هي 15600 سنة ضوئية (4780 فرسخ فلكي). تراوحت التقديرات السابقة بين 6500 و16000 سنة ضوئية (2000 إلى 4900 فرسخ فلكي). 
تشير التقارير إلى أنّ تي بّي واي إكس سيصبح مستعرًا فائقًا «قريبًا». ومع ذلك، عندما تواصلت مجلة ساينتفك أمريكان مع سايون، أصبح من الواضح أنّ كلمة «قريبًا» كانت تعني بالمصطلحات الفلكية التالي: قال سايون أنّ كلمة «قريبًا» في الإعلان الصحفي عنت أنه «حسب معدل النمو الذي استنتجناه، فإنّ القزم الأبيض الموجود في T بيت الإبرة سيصل إلى حد شاندراسيخار خلال عشرة ملايين عام». وسيكون قد ابتعد عن المجموعة الشمسية بشكل كافٍ حتى ذلك الوقت بحيث سيكون تأثيره ضئيلًا. 

## انفجار 2011
اكتشف مايك لينولت انفجار T بيت الإبرة الأول منذ قرابة 45 عام، وذلك في 14 أبريل عام 2011 بقدر ظاهري بلغ 13. وحسب الراصدين في الجمعية الأمريكية للنجوم المتغيرة (إيه إيه في إس أو)، فقد وصل إلى قدر ظاهري بلغ 7.5 في الحزم المرئية والحزم في، وذلك في 27 أبريل، ووصل لقدر ظاهري بلغ 6.8 في 3 مايو. 

## مصدر أشعة إكس
T بيت الإبرة هي مصدر للأشعة السينية فائقة الضعف.